# Promontorio

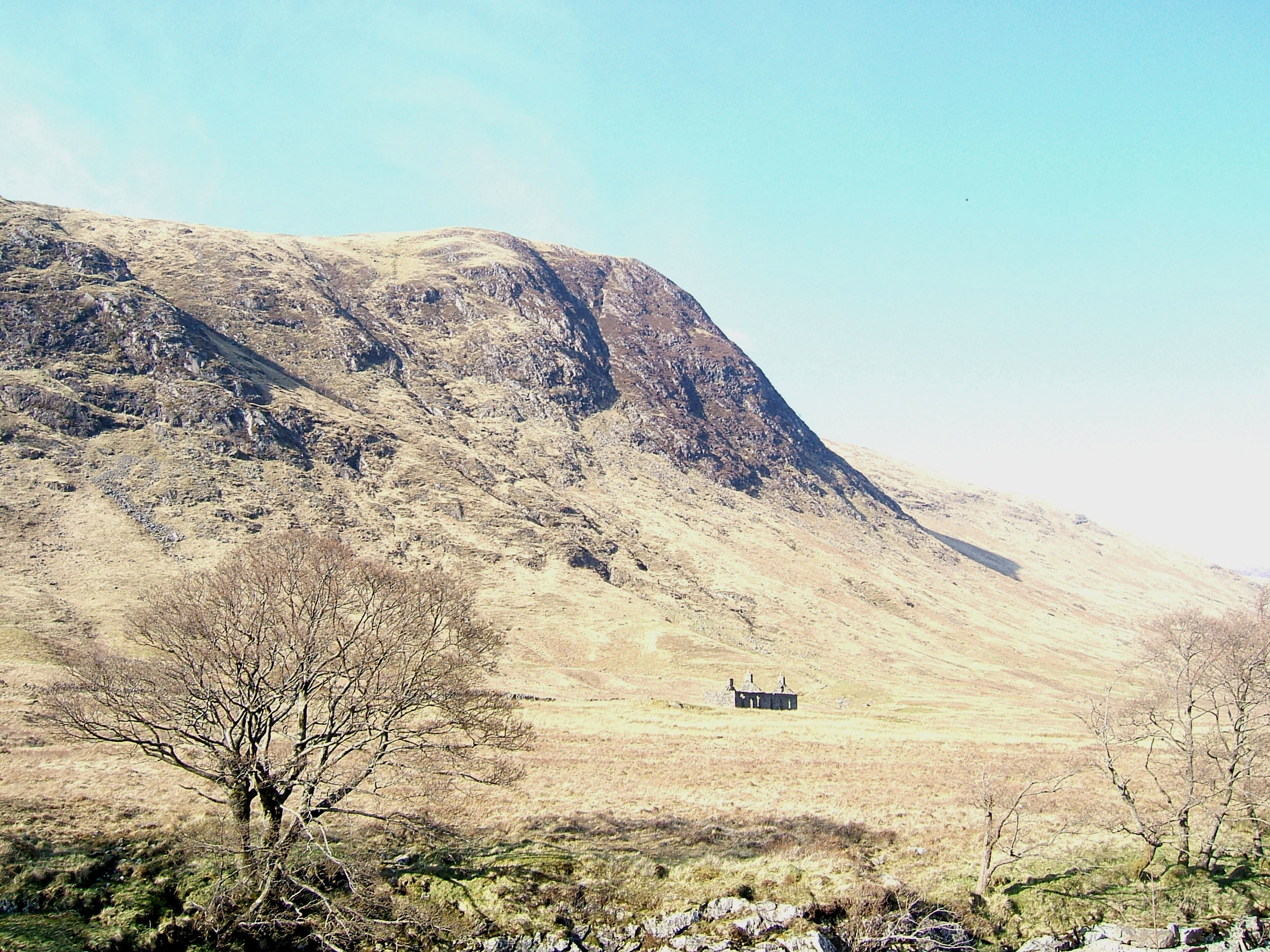
Sròn a Chorra Bhuilg, peñón de las Tierras Altas de Escocia.

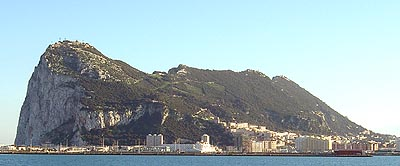
Peñón de Gibraltar.

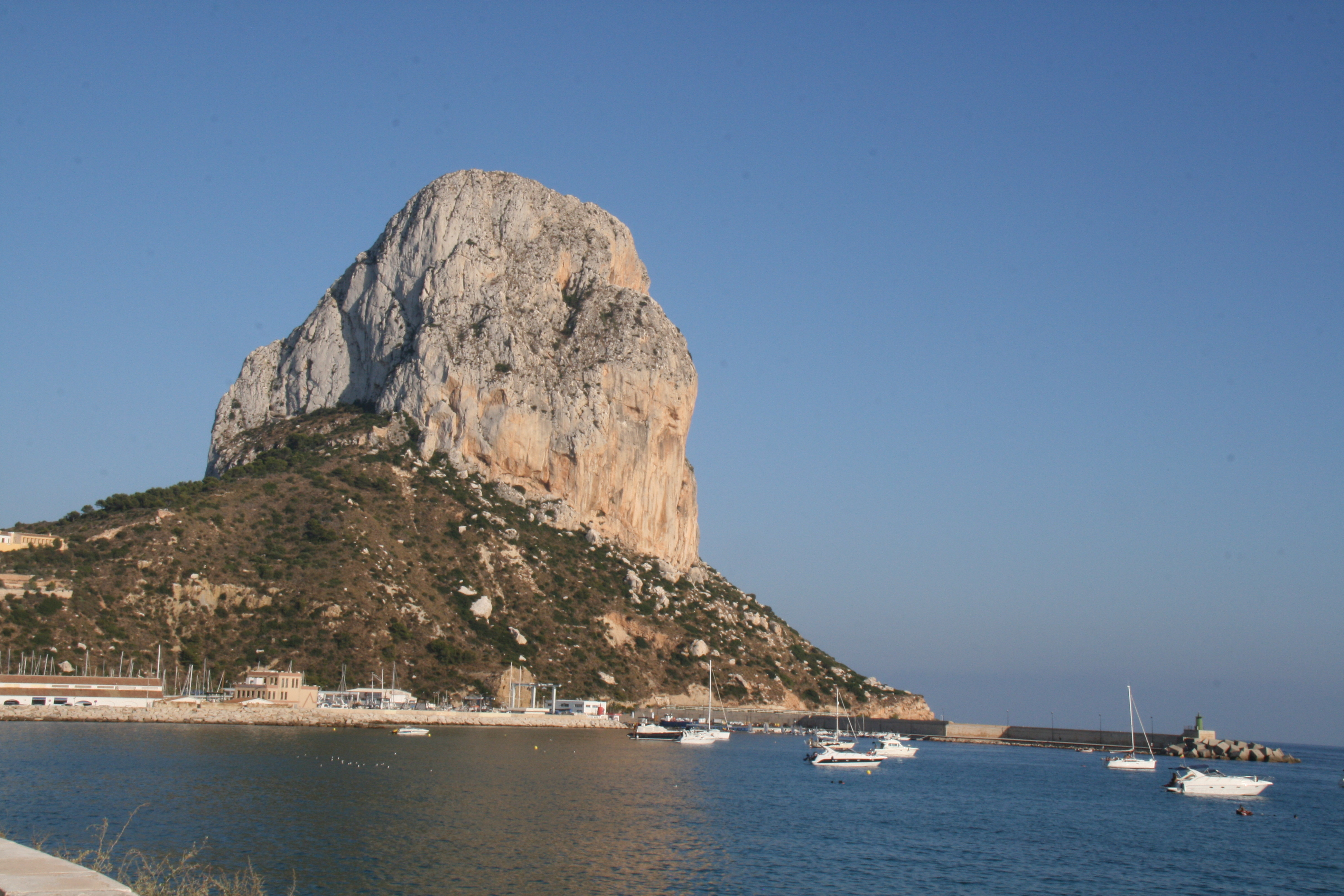
Peñón de Ifach.

Un promontorio es una prominente masa de tierra que sobresale de las tierras más bajas en que descansa o de un cuerpo de agua (cuando es este el caso, se habla de península o cabo).
La mayoría de los promontorios son formados de una cresta dura de roca que ha sido capaz de resistir las fuerzas erosivas que previamente habían removido la roca más blanda a cada lado de la formación. También pueden ser la porción alta de suelo que permanece entre dos rías o dos valles fluviales que forman una confluencia.
A lo largo de la historia, muchas fortificaciones y castillos han sido construidos sobre promontorios a causa de sus propiedades defensivas naturales.